# Richard Tomita
Richard Kiyoshi Tomita (* 8. Juli 1927 in Honolulu, Hawaii; † 12. Februar 2021 ebenda) war ein US-amerikanischer Gewichtheber.

## Leben
Richard Tomita belegte bei den Olympischen Spielen 1948 in London im Federgewichts-Wettkampf den neunten Platz. Im gleichen Jahr sowie 1952 wurde er Amateur-Athletic-Union-Meister im Federgewicht. Tomita arbeitete als LKW-Fahrer für Aloha Petroleum und hatte drei Kinder.